# باتون

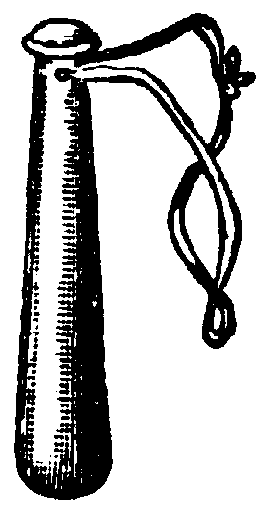
باتون قدیمی پلیس

باتون (به فرانسوی: Bâton‎؛ به انگلیسی: Baton) که باتوم نیز گفته می‌شود، یک میلهٔ کوتاه از جنس چوب یا لاستیک است که نیروهای پلیس و پاسبانان بر کمر می‌آویزند و برای سرکوب کردن شورش و جنجال از آن استفاده می‌کنند.

## کاربرد
باتون، میله‌ای است با طول کمتر از بازو، که معمولاً از چوب، پلاستیک یا فلز ساخته می‌شود، و توسط ضابطان قضایی، زندانبانان، مأموران امنیتی، و (کم‌تر) توسط پرسنل نظامی برای دفاع شخصی غیرکشنده، و نیز برای کنترل و متفرق کردن ستیزه‌جویان و افراد نامنطبق به کار می‌رود.
از باتون می‌توان به منظور ضربه زدن، سیخ زدن، انسداد و کمک در بازو استفاده کرد. باتون‌ها به دلیل امکان پنهان‌سازی آسان، در گستره‌ای کم‌تر توسط افراد غیررسمی و معمولی نیز استفاده می‌شوند، که البته در بسیاری از حوزه‌های قضایی (کشورها) ممنوع است. همچنین معمولاً برای نجات مردمی که مثلاً در خودرو یا خانهٔ آتش گرفته گرفتار شده‌اند، به منظور شکستن پنجره‌ها و درها، به کار می‌رود.

## ناحیه ضربه

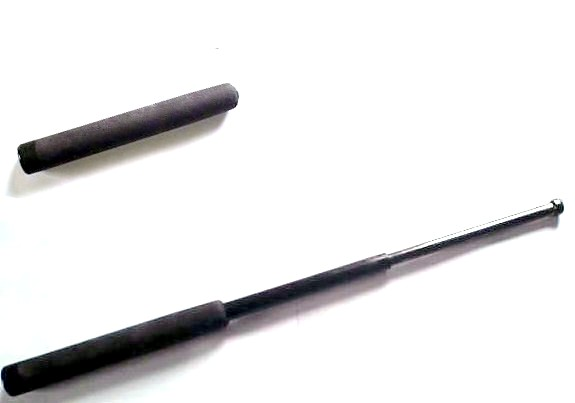
باتون تلسکوپی به طول 21 in، در حالت باز و جمع‌شده

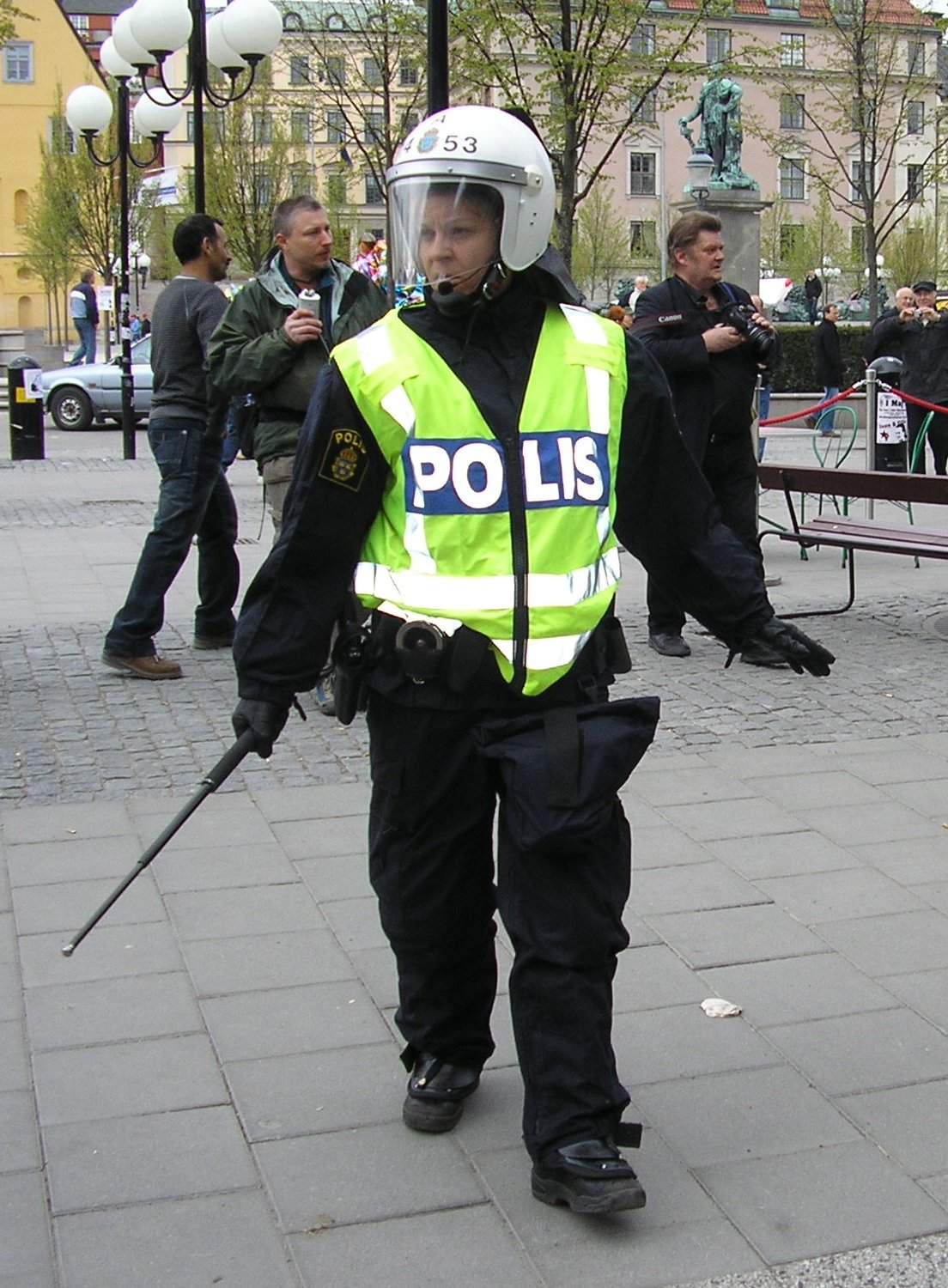
پلیس ضد شورش سوئد با باتون تلسکوپی

در آموزش‌های مدرن، پلیس‌ها اجازه ندارند به بخش‌هایی مانند جمجمه، جناغ سینه، ستون فقرات و کشاله ران ضربه بزنند مگر اینکه اجتناب ناپذیر و در دفاع از جان باشد. نواحی هدف اصلی، خوشه‌های عصبی بزرگ مانند عصب نازک‌نی مشترک در نیمه ران، گروه عضلانی با قابلیت هدف‌گیری آسان مانند ماهیچه چهارسر ران یا ماهیچه دوسر بازو هستند. غیر از شرایط خطر جانی نباید ضربه با تمام نیرو با سر پهن آن زده شود و باید از پهلو به جلو با حرکت شلاقی و تنها نوک باتون به نشانه ضربه بزند.

## انواع باتون
باتون‌ها انواع مختلفی دارند.
تونفا:

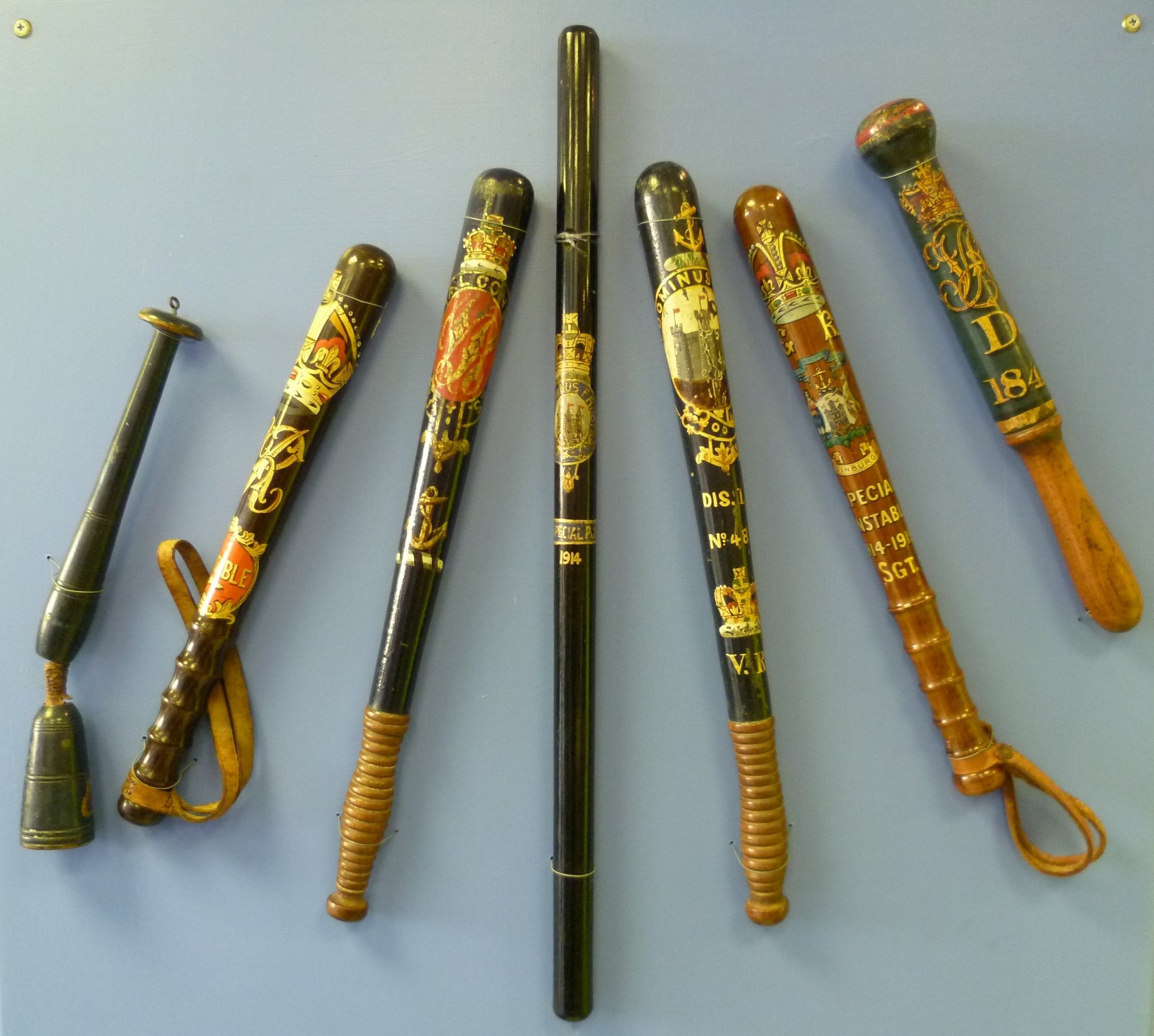
انواع باتون

تونفا که با نام‌های تونگ‌فا یا تویفا نیز شناخته می‌شود جنگ‌افزاری اوکیناوایی است. این جنگ‌افزار یک چوب با طول حدود ۱۵ تا ۲۰ اینچ که دسته‌ای کوچک به‌طور عمود بر آن قرار دارد، است. معمولاً با چوب درخت بلوط قرمز و به‌صورت جفتی ساخته می‌شود.
باتون برقی:
باتون برقی سلاحی غیرکشنده است که بیشتر در درگیری‌های فردی پلیس به کار می‌رود. این اسلحه از طریق ایجاد شوک الکتریکی در ماهیچه‌های فرد مورد اصابت اختلال ایجاد می‌کند. این شوک از طریق تماس مستقیم ایجاد می‌شود.
چماق:
چماق یک سلاح سرد به شکل چوب صافی است که یک سر آن دارای برآمدگی باشد.
باتون فنری:
باتون فنری نوعی باتون است که قابلیت جمع شدن دارد و به خاطر همین جای کمی اشغال کرده و در جیب جا می‌شود. باتون فنری خود انواع مختلفی دارد.